# 예수 탄생 기념 성당

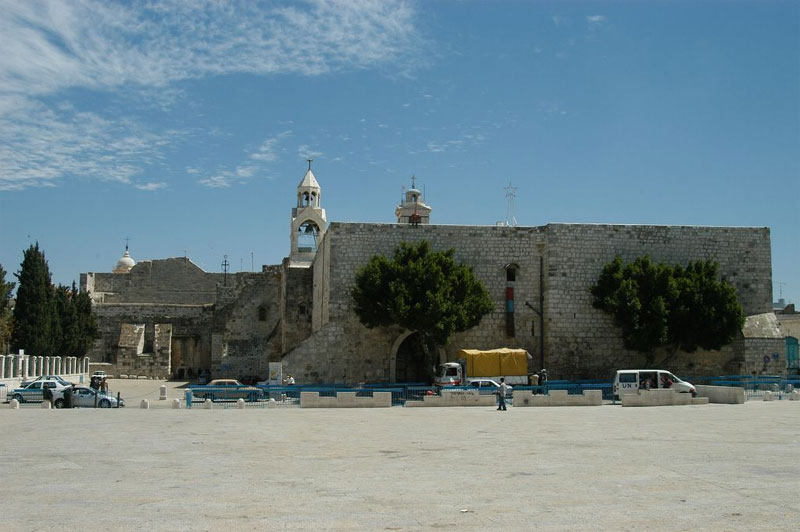
구유 광장에서 바라본 예수 탄생 기념 성당의 전경

베들레헴의 예수 탄생 기념 성당(아랍어: كنيسة المهد)은 현재 세계에서 가장 오랫동안 큰 영향력을 끼치는 기독교 성당 가운데 한 곳이다. 성당의 건물은 전승에 따라 예수 그리스도가 탄생한 장소로 전해지는 동굴 위에 세워져 있으며, 따라서 기독교 신자들에게 있어 거룩한 장소로 각광받고 있기도 하다.

## 역사
예수가 탄생한 장소에 대해 고대로부터 내려온 전승은 기독교 호교론자인 성 유스티노 순교자(100년경 - 165년)에 의해 증명되었다. 성 유스티노는 자신의 저서 《트리폰과의 대화》에서 성가정이 마을 밖 동굴로 도망쳐 몸을 숨겼다고 적었다.
성 요셉은 마을 근처에 있는 한 동굴을 숙소로 정하셨다. 동굴 안에 머무는 동안 성모님께서는 예수님을 낳아 구유에 뉘이셨으며, 머나먼 아라비아에서 온 동방박사들이 이곳에 와서 아기 예수님을 알현하였다. (78장)
알렉산드리아의 오리게네스(185년 - 254년)는 다음과 같이 적고 있다.
베들레헴의 동굴은 예수님께서 태어나신 곳으로 전해지고 있으며, 동방에서 온 박사들은 강보에 싸인 아기 예수님이 있던 동굴 안에 들어갔다. 전해지는 이야기에 따라 이곳이야말로 그리스도인들이 경배하며 흠숭하는 예수님께서 태어나신 동굴이라고 참으로 믿어지고 있다. (《켈수스에 반대하며》, 제1권 제1장)
최초로 이 장소에 성당이 세워진 것은 콘스탄티누스 대제의 모후인 성녀 헬레나에 의해서였다. 서기 135년 베들레헴의 동굴 위에 로마의 아도니스 신을 위한 신전이 세워졌다. 로마제국의 하드리아누스 황제의 기독교 말살계획에 따른 것이다. 그러나 이로부터 약200년 후, 역사의 수레바퀴는 돌기를 멈추지 않아 박해받던 기독교도는 종교의 자유를 얻게 되었다. 콘스탄티누스 황제가 기독교를 공인한 후 경건한 기독교 신자였던 황제의 어머니 성헬레나는 성지 순례를 떠났다. 성지에 도착한 후 베들레헴 동굴 위에 세워졌던 아도니스 신전은 헐리고 그 자리에 아름다운 예수 탄생 성당이 건축되었다. 327년 예루살렘의 마카리오스 주교의 감독 아래 공사가 시작되었으며 333년에 끝마쳤다. 최초의 성당은 529년 사마리아의 반란으로 인해 전소되었다.
현재의 성당은 565년 유스티니아누스 1세 황제 때 재건된 것이다. 614년 호스로 2세가 이끈 페르시아의 군대가 이곳을 침범하였으나, 성당은 전혀 파괴되지 않았다. 전설에 따르면, 당시 페르시아군의 지휘관이었던 샤흐르바라즈가 성당 안에 그려진 세 명의 동방박사가 페르시아의 복장을 하고 있는 모습으로 묘사된 것을 보고, 건물을 파괴하지 말 것을 명령했다고 한다. 예루살렘을 무슬림들로부터 탈환한 십자군은 비잔티움 제국의 승인을 얻어 예루살렘 왕국을 건국하고 여러 가지 지원을 받았으며, 초대 예루살렘 왕국의 군주는 이곳 예수 탄생 기념 성당에서 즉위식을 가졌다. 수년 동안 예수 탄생 기념 성당이 있는 지역은 크게 확장되어갔으며, 지금은 대략 12,000평방미터 정도의 면적이 되었다. 예수 탄생 기념 성당은 러시아 제국에 대항했던 크림 전쟁에서 프랑스군이 참전한 직접적인 명분 가운데 하나가 되기도 하였다.
예수 탄생 기념 성당은 현재 로마 가톨릭교회와 그리스 정교회, 아르메니아 사도교회, 이렇게 세 기독교 교파가 공동으로 관리하고 있다.

## 건물 구조
예수 탄생 기념 성당의 건물 구조는 사실 하나의 성당이 아니라 성당 두 채가 서로 붙어있는 형태를 하고 있다.

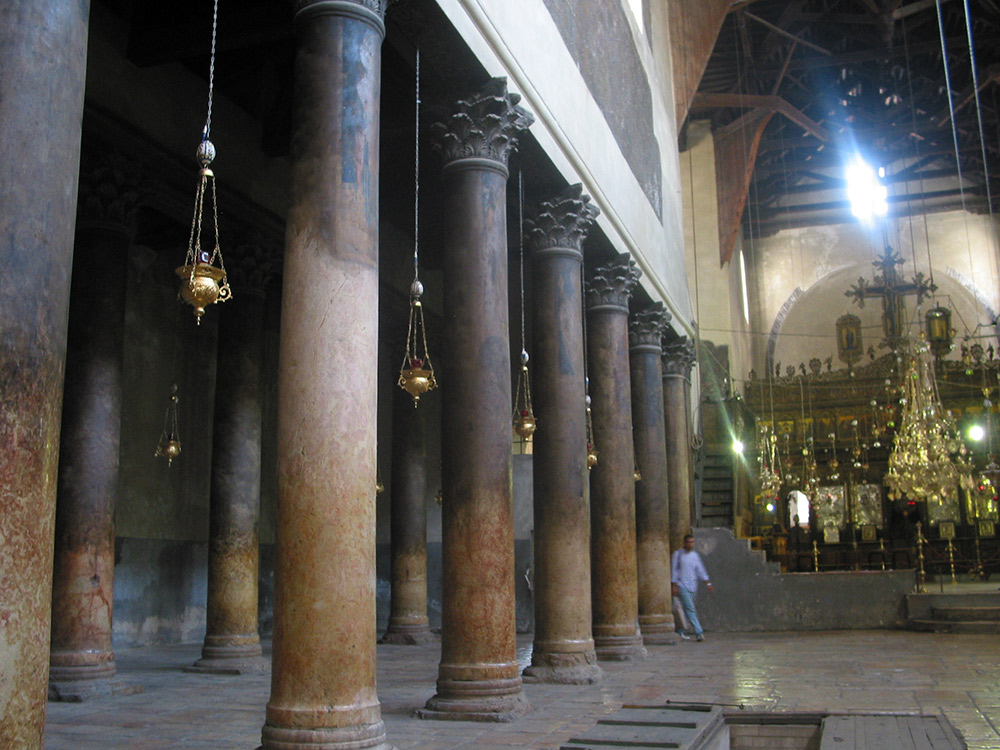
예수 탄생 기념 성당의 내부

- 예수 탄생 기념 중앙 성당은 예루살렘 그리스 정교회 총대주교의 후원을 받고 있다. 성당은 전형적인 로마식 바실리카 양식으로 설계되었는데, 다섯 개의 측면 복도(코린토스식 기둥 종류)가 있다. 동쪽 끝에는 반원형의 둥근 지붕이 있는데, 여기가 바로 지성소이다. 성당의 측면 벽은 모두 황금 모자이크로 장식되어 있는데, 세월이 많이 흘러 지금은 많이 퇴색되었다. 성당 안으로 들어가려면 굉장히 낮은 문을 통해서만 들어갈 수 있다. 그래서 이 문은 ‘겸손의 문’이라고 불린다. 초창기 로마 양식의 바닥 위에는 다시 바닥이 씌워졌지만, 위로 들어 올리도록 만든 작은 쪽문이 지금의 바닥 위에 달려있어 문을 열면 과거 모자이크가 그려진 바닥의 일부를 볼 수 있다. 성당의 또 다른 특징은 황금으로 도배한 거대한 성상벽(이코노스타시스)과 건물 내부 곳곳에 성체등이 잘 정렬되어 있는 것이다. 나무로 만든 서까래는 잉글랜드의 에드워드 4세 국왕이 기부한 것이다. 에드워드 4세는 지붕 덮개도 기증하였는데, 나중에 이 덮개는 베네치아 공화국과의 전쟁에 쓸 군수품으로 만든다는 명목으로 오스만 제국에 의해 약탈당하였다. 지성소의 양쪽 계단은 나선형으로 되어 있으며 동굴까지 내려가 있다.

- 중앙 성당과 인접한 성 가타리나 성당은 로마 가톨릭교회 소속 성당으로서 보다 현대적인 고딕 리바이벌 양식으로 지어졌는데, 제2차 바티칸 공의회 이후 생겨난 전례 경향에 따라 좀 더 현대화가 되었다. 이곳에서는 매년 크리스마스 이브 때마다 예루살렘 라틴 총대주교가 예수 성탄 대축일 전야 미사를 집전한다.

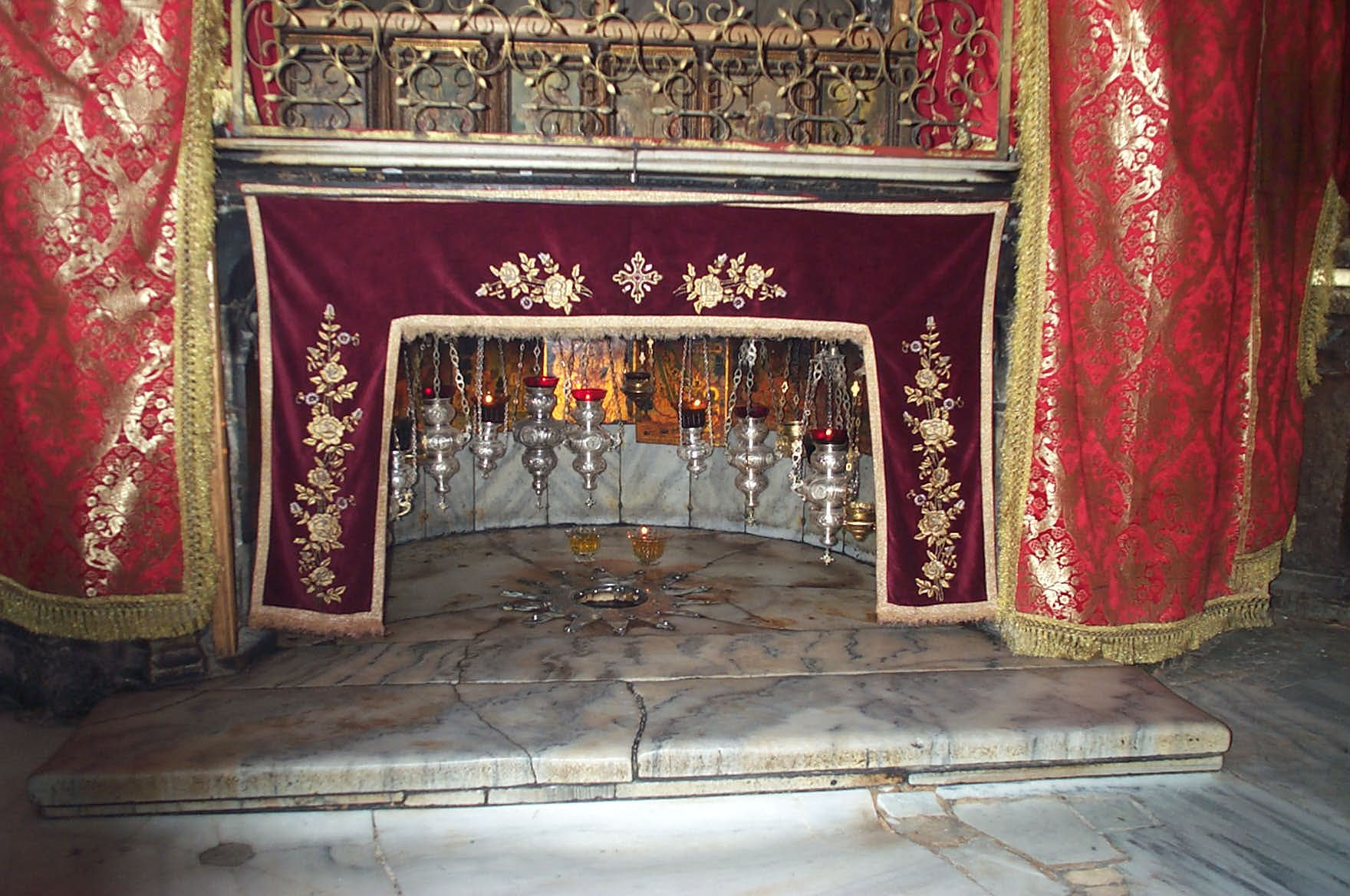
예수 탄생 기념 제대. 제대 밑에 ‘예수 탄생 별’이라 불리는 은색 별 장식이 있는데, 이곳이 바로 성모 마리아가 아기 예수를 낳은 장소라고 전해지고 있다.

- 이사이의 나무 저부조(底浮彫)는 2009년 성지 순례를 한 교황 베네딕토 16세가 성 가타리나 성당에 선물로 기증한 것으로 유명한 종교 작품 조각가인 체스와프 드즈에비가즈의 작품이다. 치수 3.75x4m의 이 얕은 돋을새김은 전체적으로 올리브 나무 모양을 하고 있는데, 아브라함에서부터 성 요셉을 거쳐 예수 그리스도에 이르는 족보를 보여주고 있다. 순례자들이 예수 탄생 동굴로 통하는 통로에 있는 이 조각품은 구약성경의 상징성을 내포하고 있다. 맨 위 부분은 왕관을 쓴 그리스도가 지구를 축복하는 자세로 팔을 벌리고 우뚝 서 있는 모습이 조각되어 있다.

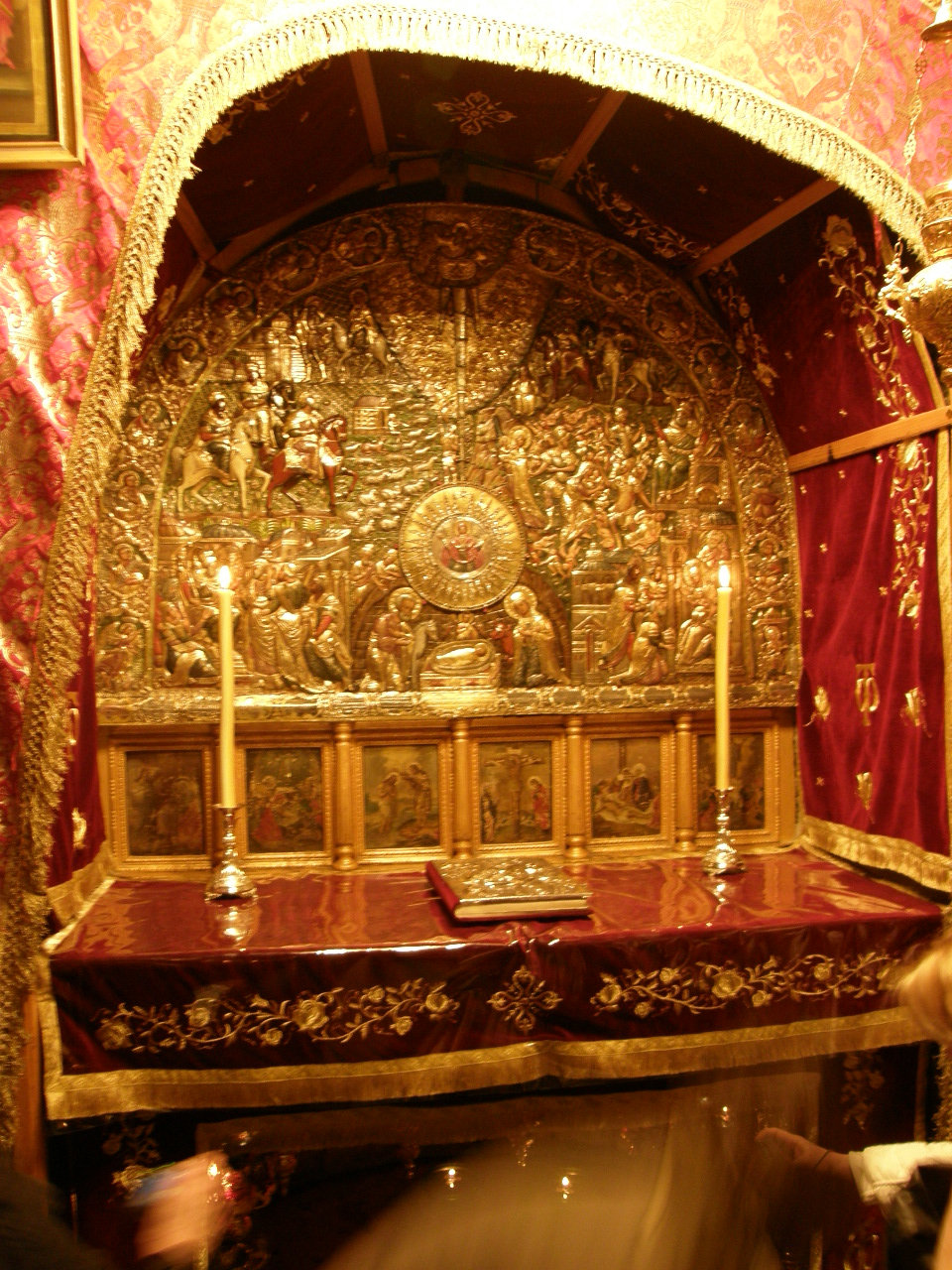
예수 탄생 제대의 윗부분

- 예수 탄생 동굴은 이사이의 나무 저부조 밑에 있는 지하 동굴인데, 예수가 탄생한 곳이라고 전해지는 장소가 이 안에 있다. 예수가 태어난 장소의 정확한 위치는 은 램프로 둘러싸인 제대 아래 대리석 바닥에 있는 은색 별 장식이다. ‘예수 탄생 별’이라고 불리는 이 별은 14각으로 돼 있다. 이는 십자가의 길 14처를 나타내는 동시에, 아브라함부터 다윗까지 14대, 다윗부터 바빌론 유배 시대까지 14대, 그 후부터 예수까지 14대를 상징한다. 별에는 라틴어로 “Hic de Virgine Maria Jesus Christus Natus est.”, 즉 “이곳에서 예수 그리스도께서 동정녀 마리아에게서 탄생하셨다.”라고 새겨져 있다. 예수 탄생 별이 있는 제대는 외향 자체가 아르메니아 사도교회의 영향을 받기는 했지만, 교파적으로는 중립성을 띠고 있다. 동굴 안에는 로마 가톨릭교회에서 관리하는 제대가 또 하나 있는데, 이 제대는 성모 마리아가 아기 예수를 구유에 뉘였던 장소라고 전해지고 있다. 이곳에서 매일 아침 5시와 7시 30분에 프란치스코회 수도자들이 미사를 봉헌한다.

- 이밖에도 성 요셉에게 베들레헴을 떠나 이집트로 피신하라고 지시한 천사의 출현(마태 2,13)을 기념하기 위한 성 요셉 경당과 헤로데 왕에 의해 학살당한 무죄한 어린이들 경당(마태 2,16-18), 성경을 라틴어로 번역한(불가타) 교부 성 예로니모 경당을 포함한 수많은 경당이 성당 안에 자리 잡고 있다.

- 구유 광장은 예수 탄생 기념 성당 앞에 있는 바닥이 돌로 포장된 거대한 광장으로, 크리스마스 이브에 자정 미사가 거행되면 사람들이 모여 크리스마스 캐럴을 부르는 장소이다.

## 성탄 전례
예루살렘 그리스 정교회와 아르메니아 사도교회는 율리우스력을, 로마 가톨릭교회는 그레고리오력에 따라 전례를 지낸다. 따라서 크리스마스, 즉 예수 성탄 대축일 전례는 동방 교회와 서방 교회가 각각 다른 날에 지내고 있다. 로마 가톨릭교회는 12월 25일을 예수 성탄 대축일로 지내는 반면에, 동방 교회는 1월 7일을 예수 성탄 대축일로 지내고 있다.

## 사진

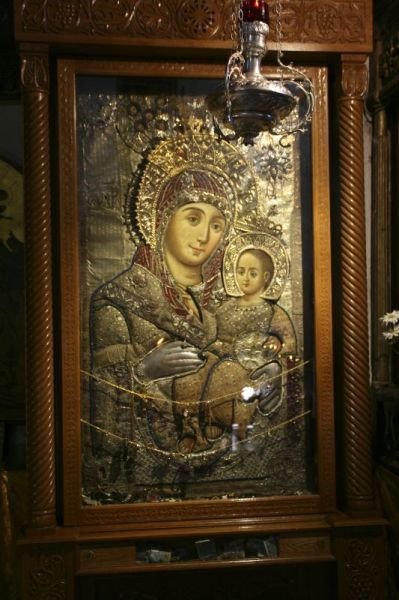
성당 안에 장식된 성모자 이콘
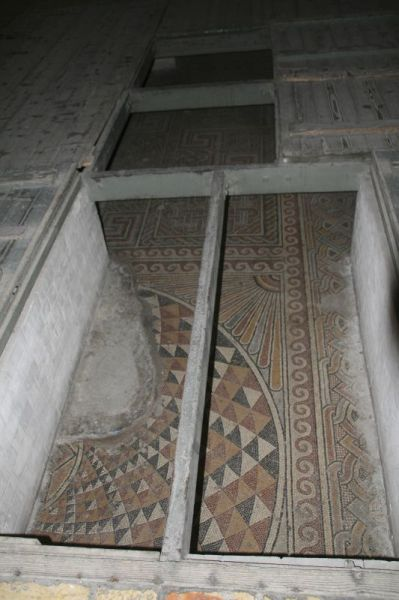
1934년 발굴된 4세기 콘스탄티누스 시대의 모자이크 마루
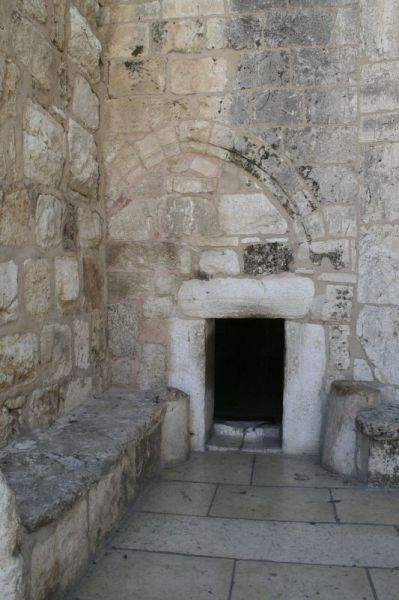
성당의 중앙 출입구인 겸손의 문
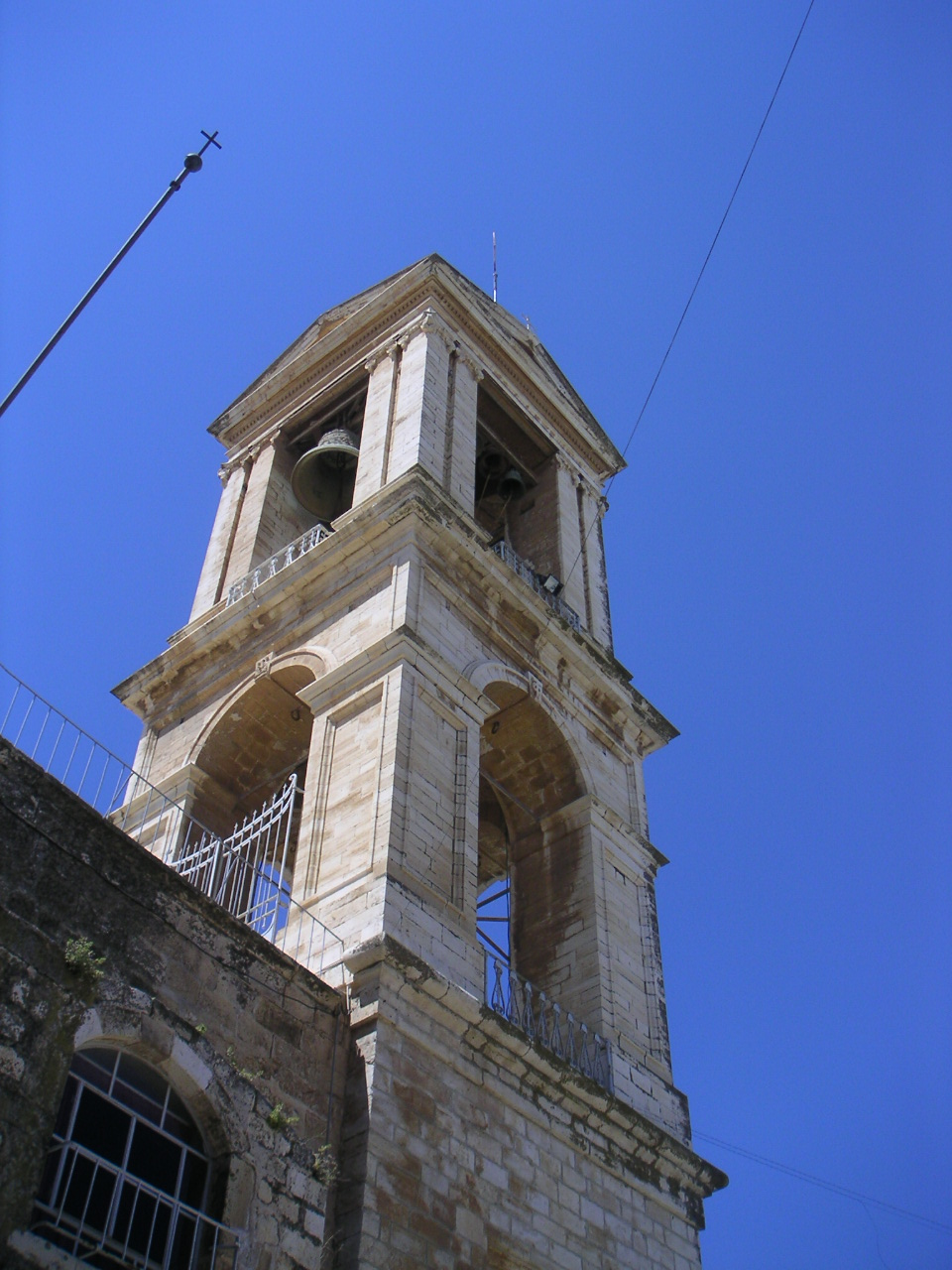
성당의 종탑

## 같이 보기
- 성탄절
- 예수의 탄생
- 주님의 무덤 성당